# Shimizu Ken
Shimizu Ken (清水 健, Shimizu Ken), hay còn gọi là Shimiken (し み け ん), là một nam diễn viên phim khiêu dâm người Nhật. Anh được cho là đã quan hệ tình dục với 10.000 phụ nữ trong suốt sự nghiệp của mình tại hơn 10.000 bộ phim.

## Cuộc đời và sự nghiệp
Shimizu sinh ra vào ngày 1 tháng 9 năm 1979 tại một vùng ngoại ô nhỏ ở tỉnh Chiba. Sự nghiệp của anh bắt đầu từ lần xuất hiện đầu tiên với tư cách là một người mẫu áo tắm trên tạp chí đồng tính nam Buddy (Badi) của Nhật Bản số ra tháng 7 năm 1998 vào năm anh 18 tuổi. "Sự nghiệp AV" của anh cũng bắt đầu ngay sau đó và tính đến giữa năm 2002, anh được cho là đã xuất hiện trong hơn 1200 bộ phim khiêu dâm.
Shimizu đã tham gia vào rất nhiều các bộ phim khiêu dâm nổi bật, điển hình nhất là TABU Blonde Hair Girl's Hi-School 2 (tABu 金 髪 女 学園 2), phát hành vào tháng 7 năm 2005 do Temple Suwa đạo diễn và được phát hành bởi V&R Planning. Phim có cốt truyện xoay quanh hai ngôi sao khiêu dâm phương Tây người Hungary là Maya Gold và Monica đã đến Nhật Bản để "tìm hiểu về văn hóa và xã hội Nhật Bản" và tình cờ được các 'chàng trai' Nhật thực hiện những hành vi tình dục. Ngoài ra anh cũng xuất hiện trong một bộ phim khiêu dâm "không kiểm duyệt" Sky Angel 27 với sự tham gia của Seri Iwasaki được Sky High Entertainment phát hành vào tháng 4 năm 2006.
Mặc dù Shimizu chỉ hợp tác "đóng phim" với những người dị tính, anh vẫn là một nhân vật nổi tiếng trong cộng đồng đồng tính nam. Trong một bộ phim khiêu dâm đồng tính nam phát hành vào tháng 11 năm 2007 do Force Entertainment sản xuất, CYBER EXSTASY, anh đã xuất hiện nhưng là một phiên bản nhại lại bởi một nam diễn viên khiêu dâm đồng tính Natuya Togawa. Bộ phim cũng tái hiện lại một số cảnh nóng trong các một bộ phim khiêu dâm dị tính khác của nam diễn viên nhưng lại dưới dạng phiên bản của người cùng giới.
Shimizu ngoài ra cũng nhận được sự quan tâm từ các khán giả là phụ nữ, được thể hiện rõ nhất trong cuộc thi Grandprix dành cho phim khiêu dâm năm 2008, với việc bộ phim khiêu dâm của anh, Shimiken's Private 7FUCK (し み け ん の プ ラ イ ベ ー ト 7FUCK) đã giành được giải phim khiêu dâm hỗn hợp hay nhất. Cũng trong bìa đĩa phần 2 của bộ phim, Shimiken's Private 7FUCK 2(し み け ん の プ ラ イ ベ ー ト 7FUCK 2), đã miêu tả vóc dáng của anh khi đang ngồi trên ghế nhìn xuống dưới với một chiếc quần sịp ngắn trên người.
Vào năm 2005, tại Giải vô địch thể hình lần thứ 13 ở Tokyo, anh đã đứng thứ 6 ở hạng 60 kg nam.
Shimizu Ken lấy vợ là Ito Haruka (biệt danh: Hachu) vào năm 2018.